# Lewis Pullman
Lewis James Pullman (Kalifornia, Los Angeles, 1993. január 29.–) amerikai színész. Ismertebb filmjei a Hívatlanok 2. – Éjjeli préda és a Húzós éjszaka az El Royale-ban.

## Fiatalkora
Pullman Los Angelesben (Kalifornia) született, Bill Pullman színész és Tamara Hurwitz modern táncos fiaként. Van egy Maesa nevű nővére és egy Jack nevű testvére.

## Pályafutása
Pullman színészi karrierje 2013-ban kezdődött a The Tutor című rövidfilmmel. Azóta mellékszerepeket játszott olyan filmekben, mint a The Ballad of Lefty Brown, Lean on Pete és a A nemek harca. Főszerepet alakított Jeff Bridges, Chris Hemsworth, Jon Hamm és Dakota Johnson mellett a Húzós éjszaka az El Royale-ban; valamint Christopher Abbott, George Clooney, Kyle Chandler és Hugh Laurie mellett a A 22-es csapdája című Hulu-adaptációjában is szerepelt, mint Major Major Major Major. Mellékszerepet játszott Top Gun: Maverick filmben, Tom Cruise, Miles Teller, Jon Hamm és Glenn Powell mellett.. 2024-ben főszerepet kapott a Borzalmak városa című filmben, mint Ben Mears.

## Zene
Pullman dobon játszik az Atta Boy együttesben, Eden Brolin színésznő/zenész (Josh Brolin lánya), Freddy Reish és Dashel Thompson körében. 2012-ben adták ki első albumukat, az Out of Sorts-t. 2020-ban adták ki új albumukat, a Big Heart Manners-t.

## Filmográfia

### Filmek
| Év   | Magyar cím                     | Eredeti cím                    | Szerep                                | Magyar hang    |
| ---- | ------------------------------ | ------------------------------ | ------------------------------------- | -------------- |
| 2013 |                                | The Tutor                      | James                                 |                |
| 2015 |                                | The Peter Cassidy Project      | Henry Lovegood                        |                |
| 2016 |                                | Where You Are                  | felnőtt James                         |                |
| 2016 |                                | The Realest Real               | Patrick                               |                |
| 2017 |                                | The Ballad of Lefty Brown      | Billy Kitchen                         |                |
| 2017 |                                | Lean on Pete                   | Dallas                                |                |
| 2017 | A nemek harca                  | Battle of the Sexes            | Larry Riggs                           | Hamvas Dániel  |
| 2017 | Utóhatás                       | Aftermath                      | idősebb Samuel                        | Baráth István  |
| 2018 | Hívatlanok 2. – Éjjeli préda   | The Strangers: Prey at Night   | Luke                                  | Baráth István  |
| 2018 | Húzós éjszaka az El Royale-ban | Bad Times at the El Royale     | Miles Miller                          | Molnár Levente |
| 2018 |                                | Craig's Pathetic Freakout      | Lewis                                 |                |
| 2019 | Azok, kik követik              | Them That Follow               | Garret                                | Kenéz Ágoston  |
| 2019 |                                | Lefty/Righty                   | Righty                                |                |
| 2020 |                                | Pink Skies Ahead               | Ben                                   |                |
| 2020 |                                | The Voice in Your Head         | Dan                                   |                |
| 2022 | Top Gun: Maverick              | Top Gun: Maverick              | Bob                                   | Seder Gábor    |
| 2022 |                                | Press Play                     | Harrison                              |                |
| 2023 |                                | The Starling Girl              | Owen Taylor                           |                |
| 2023 |                                | The Line                       | Todd Stevens                          |                |
| 2023 |                                | The Caine Mutiny Court-Martial | Thomas Keefer                         |                |
| 2023 |                                | Water Rises                    | Him                                   |                |
| 2024 |                                | Skincare                       | Jordan Weaver                         |                |
| 2024 |                                | Riff Raff                      | Rocco                                 |                |
| 2024 | Borzalmak városa               | Salem's Lot                    | Ben Mears                             | Ágoston Péter  |
| 2025 | Mennydörgők*                   | Thunderbolts*                  | Robert "Bob" Reynolds / Őrszem / Void | Jaskó Bálint   |

### Televíziós sorozatok
| Év        | Magyar cím       | Cím                  | Szerep                  | Megjegyzés                                     |
| --------- | ---------------- | -------------------- | ----------------------- | ---------------------------------------------- |
| 2019      | A 22-es csapdája | Catch-22             | Major Major Major Major | - minisorozat - magyar hangja: - Horváth Illés |
| 2022–2024 |                  | Outer Range          | Rhett Abbott            | főszereplő                                     |
| 2023      | Minden kémia     | Lessons in Chemistry | Calvin Evans            | minisorozat                                    |